# كليتس إف. أودونيل
كليتس إف. أودونيل (بالإنجليزية: Cletus F. O'Donnell)‏ هو كاهن كاثوليكي أمريكي، ولد في 22 أغسطس 1917 في واوكون في الولايات المتحدة، وتوفي في 31 أغسطس 1992 في ماديسون في الولايات المتحدة.